# Манговий торт
Манговий торт або манго-шифоновий торт — це філіппінський багатошаровий Шифоновий бісквіт із стиглим солодким манго Карабао. Його зазвичай покривають кремовою глазур'ю з манго, скибочками свіжого манго або пюре з манго в гуламані чи желатині. Інші поширені начинки включають вершки, вершковий сир і шоколад. Він також зазвичай кладе скибочки манго між шарами. Це один із найпопулярніших варіантів торта на Філіппінах, де манго є у великій кількості цілий рік. Комерційні версії також доступні у великих мережах пекарень, таких як Red Ribbon Bakeshop і Goldilocks Bakeshop, а також окремі рецепти з ресторанів, часто з унікальними назвами. Він дуже схожий на crema de mangga (або «манговий флоат»), за винятком того, що для торта з манго використовуються шари шифонового торта, а не броа чи крекерів Грем. Однак іноді ці два рецепти можна комбінувати.
Подібно до тортів убе, торти з манго такожможна приготувати в інших традиційних філіппінських формах для тортів мамон, як-от піано (швейцарські булочки).